# SKNFA Premier League
Die SKNFA Premier League (aus Sponsoringgründen immer mit einem wechselnden Sponsor vorneweg genannt) ist die höchste Fußballliga von St. Kitts und Nevis. Alle Mannschaften haben wechselnde Unternehmen als Namenssponsor, welche den ersten Teil des Klubnamens darstellen.

## Modus
Bis zur Saison 2018/19 spielten insgesamt zehn Mannschaften pro Saison jeweils in einem Hin- als auch einem Rückspiel zwei Mal gegeneinander pro Saison. Seit der Spielzeit 2019/20 spielen immer 12 Mannschaften in der regulären Saison mit. Danach spielten die besten Mannschaften im sogenannten Super Six noch jeweils einmal gegeneinander, um einen Meister zu finden. Bis zur Saison 2017/18 waren dies immer die ersten vier Mannschaften der Rückrunde, seitdem sind es die ersten sechs Mannschaften.
In der Regel steigen die zwei letzten Mannschaften der Abschlusstabelle in die zweitklassige Division 1 ab.

## Teilnehmende Mannschaft (Saison 2021)
- St. Paul’s United FC
- Garden Hotspurs FC
- St. Peters FC
- Cayon Rockets
- Village Superstars
- Conaree FC
- United Old Road Jets
- Saddlers United
- Newtown United
- Bath United
- Dieppe Bay Eagles
- Trafalgar Southstars